# Далас Мур
Далас Мур (енгл. Dallas Moore; Ларго, Флорида, 27. октобар 1994) амерички је кошаркаш. Игра на позицији плејмејкерa.

## Колеџ
Мур је дипломирао на универзитету Северна Флорида. Већ на првој години студија наметнуо се као стартни плејмејкер игре тима из Џексонвила, а у другој години их је водио до конференцијске титуле и премијерног учешћа на НЦАА турниру. На завршној години студија је имао просек од 23,9 поена на 34 одиграна меча.
Завршио је студентски стаж као најбољи стрелац у историји Северне Флориде (2.437 поена) и једини у историји конференције са најмање 2.000 поена, 500 асистенција и 400 скокова.

## Клупска каријера
Професионалну каријеру започео је 2017. године у Пезару. У италијанској Серији А је током сезоне 2017/18. бележио просечно 18,7 поена по мечу. Наредну сезону је почео у Хапоелу из Тел Авива, али је напустио клуб након само шест одиграних утакмица. Након тога се вратио у Италију и потписао за екипу Торина, где му је тренер био Лери Браун. У Торину је бележио просечно 15,8 поена по мечу.
Сезону 2019/20, коју је прекинула пандемија, одиграо је у Нантеру с просеком од 14,6 поена у француској Про А лиги. У сезони 2020/21. играо је за кинески Гуангџоу, где је у просеку бележио 26,3 поена уз 5,6 асистенција по мечу. За сезону 2021/22. потписао је уговор са београдским Партизаном. Првог дана септембра 2022. потписао је краткорочни уговор са екипом ЦСКА из Москве. Наредног месеца продужио је уговор са руским клубом до краја сезоне.

## Репрезентација
Мур је у мају 2018. године добио држављанство Албаније. Дебитовао је за репрезентацију Албаније 1. јула 2018. на утакмици против Данске у квалификацијама за Европско првенство 2021. године.